# Taxco (Tabasco)
Taxco es una localidad del municipio de Nacajuca ubicado en la subregión centro del estado mexicano de Tabasco.

## Geografía
La localidad de Taxco se sitúa en las coordenadas geográficas 18°08′22″N 93°00′19″O / 18.139444, -93.005278, a una elevación de 4 metros sobre el nivel del mar.

## Demografía
Según el Conteo de Población y Vivienda 2020, efectuado por el Instituto Nacional de Estadística y Geografía, la localidad de Taxco tiene 2,127 habitantes, de los cuales 1,023 son del sexo masculino y 1,104 del sexo femenino. Su tasa de fecundidad es de 2.05 hijos por mujer y tiene 602 viviendas particulares habitadas.
| Gráfica de evolución demográfica de Taxco entre 1900 y 2020 |
|                                                             |
| INEGI.                                                      |